# Usila Chinantec jezik
Usila Chinantec jezik (ISO 639-3: cuc), jednan od brojnih činantečkih jezika, velika porodica otomang, kojim govori oko 9 000 ljudi (1990 census) u meksičkoj državi Oaxaca, čije je glavno središte San Felipe Usila, ali ui u drugim mjestima, uključujući i jedno selo u državi Veracruz (Pueblo Doce).

## Vanjske poveznice
- Ethnologue (14th)
- Ethnologue (15th)